# Ураган Офелија
Ураган Офелија је касносезонски тропски циклон који је погодио подручје западне Европе у периоду од 9. до 19. октобра 2017. године. Достигао је категорију 3 са највећом брзином од 185 km/h. Најнижи притисак износио је 958 мбара. Ово је најисточнији велики ураган у Атлантском океану у историји мерења. Уједно то је и први ураган који је стигао до европског копна од 1967. године.